# Čeněk z Bítova
Čeněk z Bítova († 1345) byl moravský šlechtic z rozrodu Ronovců.

## Život
Narodil se jako syn Rajmunda z Lichtenburka.
První zmínka o něm pochází z roku 1331, kdy se dozvídáme, že byl s bratrem Smilem a jejich synovcem Janem v nedílu. V roce 1343 došlo mezi nimi k dohodě, že se rodový majetek Bítovských (Bítov a Cornštejn) stane markraběcím lénem a bude rozdělen na tři části, přičemž po úmrtí dvou ze tří signatářů dohody měly jejich části připadnout poslednímu přeživšímu. Čeněk zemřel jako první roku 1345. 
Zanechal po sobě syna Smila, avšak o něm již nejsou žádné další zmínky. Pohřben byl ve žďárském klášteře.